# 小鷹鋭健
小鷹 鋭健（おだか えいけん、1860年12月31日〈万延元年11月20日〉 - 没年不明）は、明治時代の政治家。山形県山形市長。

## 経歴
小鷹勇の弟として、のちの山形県米沢市に生まれる。山形県警部、最上郡長を歴任し、1910年（明治43年）11月に退官。その後、山形市助役を経て、1917年（大正6年）前山形市長の林兎喜太郎の満期退任に伴う詮衡で、高橋貞治と争い約1ヶ月を掛けて山形市長に選出された。この頃、第一次世界大戦の好況で生まれた戦争成金により生活物資が買い占められ、特に米穀の投機的買い占めに走るものが多く、のちの米騒動に繋がった。当時の山形市では小鷹市長の指揮のもと市幹部の米穀商への説得や皇室からの御下賜金、市民有志の寄付金を加え14万円の予算で市が米を購入し、困窮市民に廉売等を行うことで騒動を回避した。任期途中の1919年（大正8年）12月21日には山形市初の自動車事故が五日町踏切で発生した。1923年（大正12年）5月、退任した。